# トランスジャカルタ
トランスジャカルタ（バスウェイ、インドネシア語：Transjakarta 愛称：TJ）はインドネシアのジャカルタで運行されているバス高速輸送システムである。ボゴタのTransMilenioをモデルに設置されたジャカルタ市内の交通機関である。トランスジャカルタを使えばアンチョールやモナスなどの市内各地に行く事ができる。

## 概要

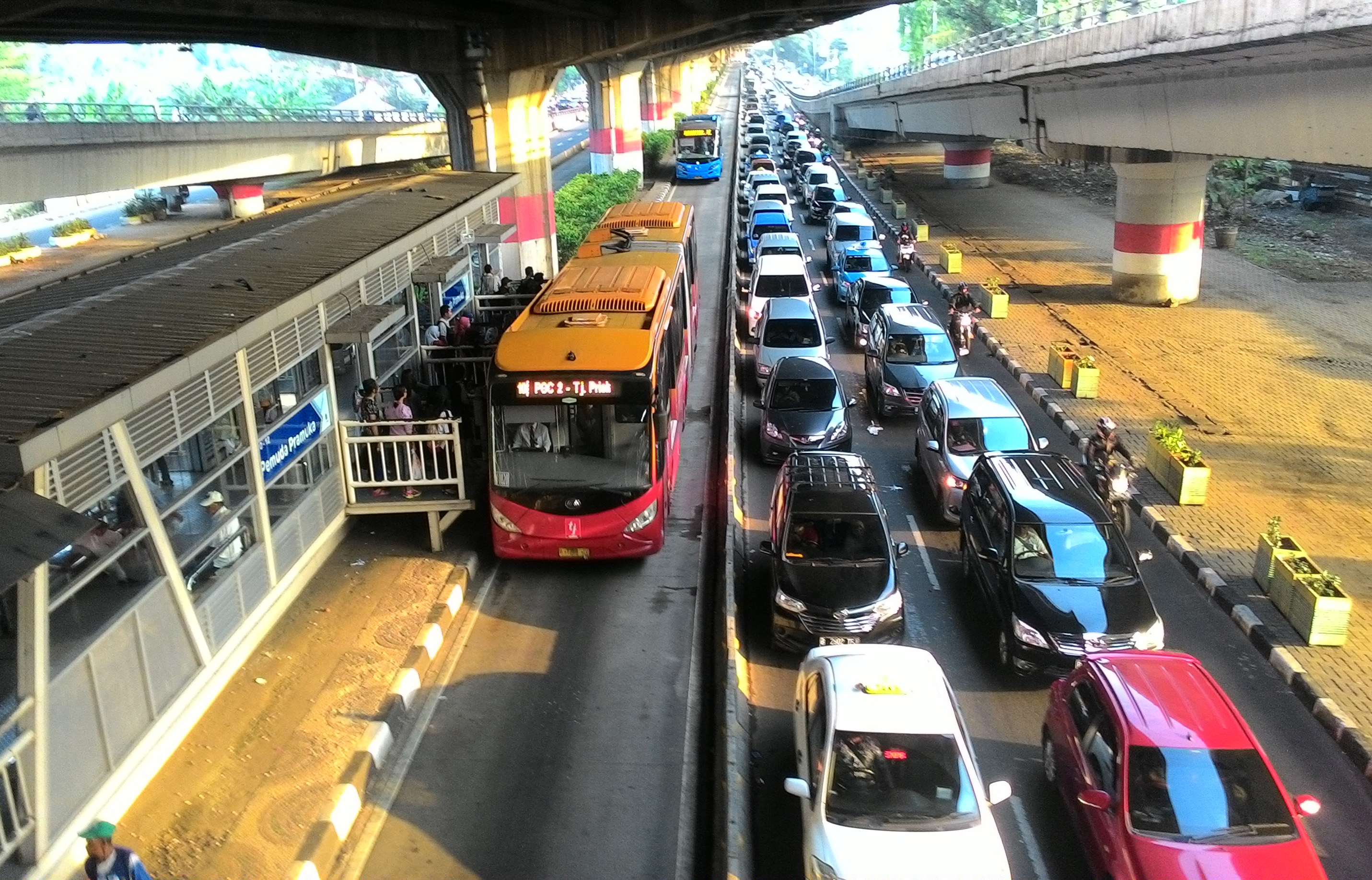
渋滞がないバス専用レーンと一般の車

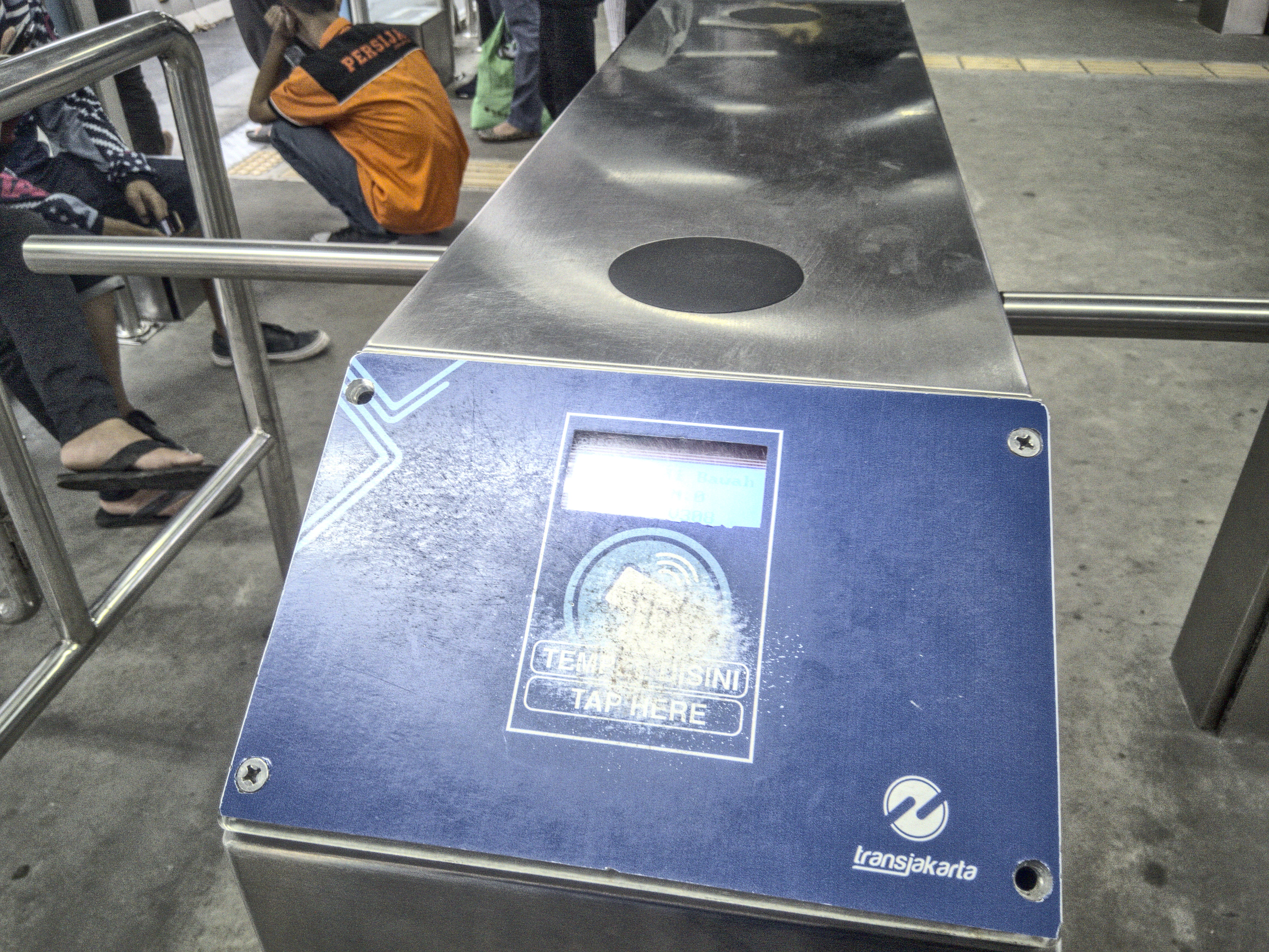
停留所の自動改札機（2019年）

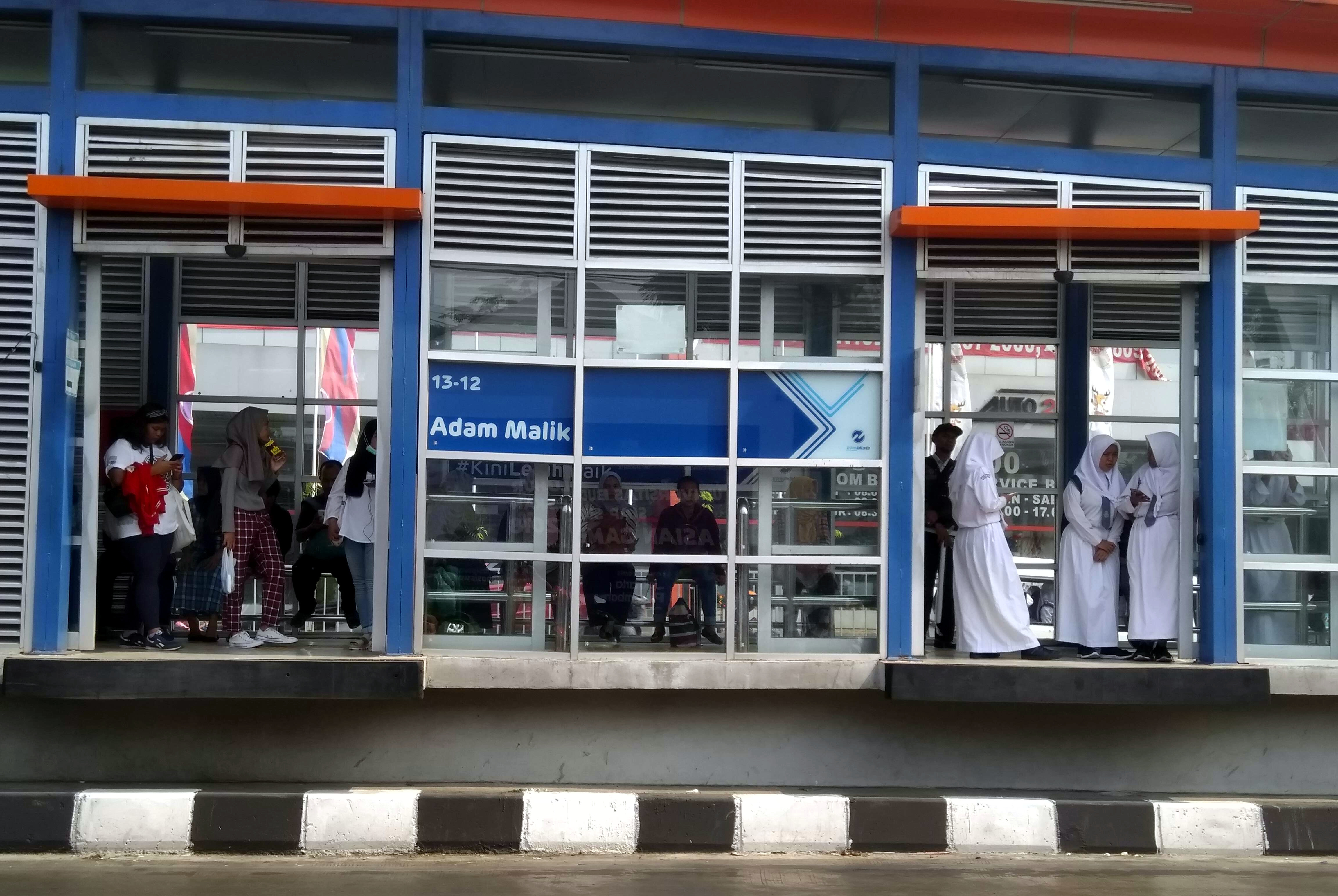
停留所の例（アダムマリック、2018年8月）

バスは道路中央部に設けられた専用レーンを走る。専用レーンと一般の車が走る道路はブロックで区切られていてバスウェイのバス以外は入ることができないが、道路渋滞時にはバイクや一般車が入ってくることもある。道路交通信号は、並行する道路と同じように従う。停留所(駅）は中央分離帯上にあり、利用者は歩道橋を渡ってバスに乗る。人通りの多いバス停では歩道橋にスロープがある。サリナ・デパートのバス停のみエレベータが設置されている。
料金は全区間均一Rp.3500。早朝の時間帯（5 - 7時）は割引があり、全区間均一Rp.2000になる（2012年12月現在）。複数路線を乗り継いでも、改札を出ない限りは運賃は変わらない。
乗車するには、バス停の窓口で磁気乗車カードを買い、乗車カードを自動改札に通して待合室に入る。ただし、アンチョールやラグナン動物園などの駅ではチケットを買ってホームに入る。乗降口の上に行き先や主な停留所が表記されている。ただし、自動改札が故障している場合が多く、紙のチケットを購入して改札で半券が切り取られることもある。ダイヤはなく、交通事情に応じて数分間隔でバスが到着する。車掌は乗客の乗車と下車を手伝い、車内の安全を管理する。
電光掲示板に次の停留所名が表示され、インドネシア語と英語で停留所名がアナウンスされる。車内にはエアコンが設置されている。バスはすべての停留所にとまるので停止ブザーは設置されていない。
停留所の営業時間は5 - 22時、なお、乗車カードをすでに持っている乗客がいる場合、運行時間を延長する。

## バス

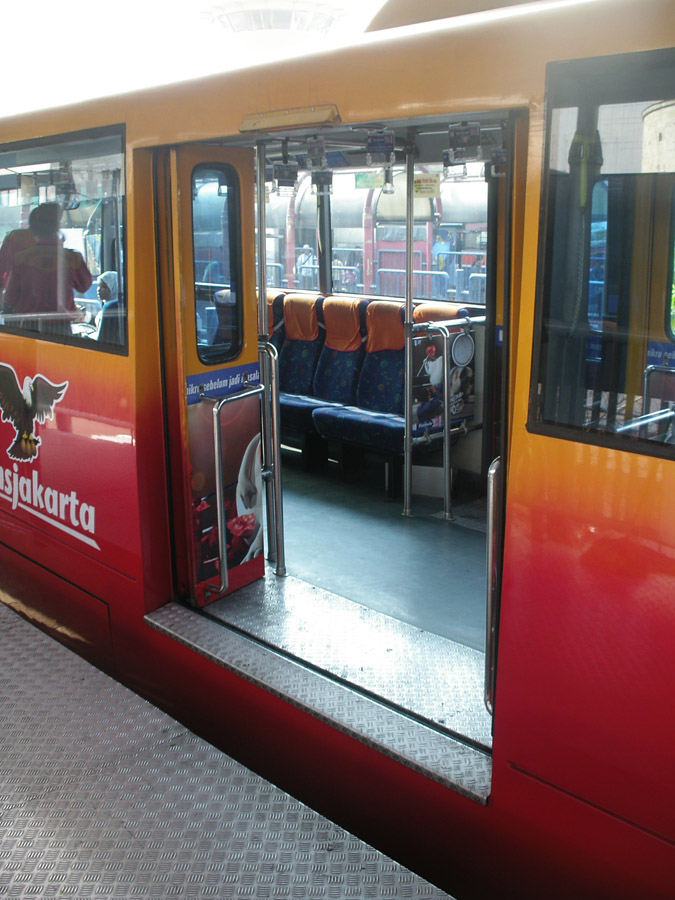
乗客用のドア

ドアは通常の大型バスより高い位置にあり、乗客は専用ホームからしか乗車できない。 乗客用のドアはバスの中央と後部にあり、コリドールによっては連接バスも運行している。 ホームとバスの間には20センチほどの隙間があるので、足元には注意しよう。
時間帯等により、バス車内の半分が女性専用スペース、残り半分が男性用スペースとなるように、車掌が乗客を誘導する場合がある。

## 沿革
- 2004年

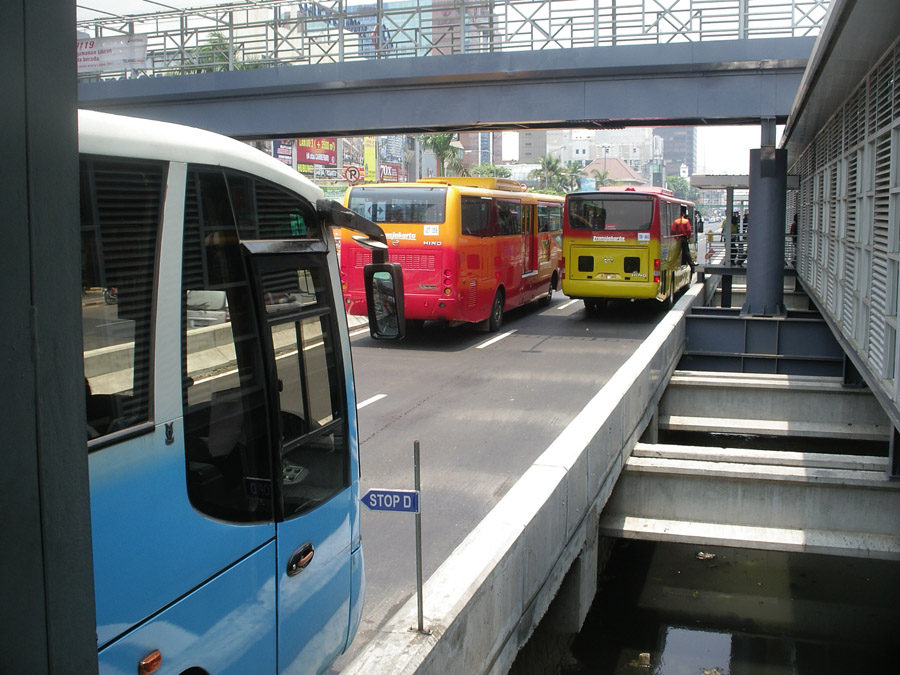
ハルモニの停留所

  - 1月15日 - 1月30日：試験運転開始。路線は一つ、ブロックM・バスターミナル（ジャカルタ南部）とコタ駅（ジャカルタ北部）の結ぶ路線で、乗車は無料。
  - 2月1日：運行開始。
- 2005年4月21日：女性運転士の運転開始（2006年5月現在、50名の女性運転士が登録されている）。
- 2006年1月15日：プロ・ガドゥン・バスターミナル（ジャカルタ東部）とハルモニ（ジャカルタ中部）を結ぶコリドアー 2、とカリデレス ・バスターミナル（ジャカルタ西部）とパサールバル（ジャカルタ中部）を結ぶコリドアー3の運行開始。
- 2007年1月27日 - コリドアー4・5・6・7の運行開始。
- 2009年2月21日：コリドアー8の運行開始。[2][3][4]
- 2010年12月31日：コリドアー9・10の運行開始。[5]
- 2011年12月28日：コリドアー11の運行開始。[6]
- 2013年2月14日：コリドアー12の運行開始。[7]
- 2017年8月16日：コリドアー13の運行開始。[8]
- 2022年3月3日：コリドー14の運行開始。 (非BRT）
- 2023年11月10日：コリドー14がBRTサービスに転換

## 路線一覧と各停留所

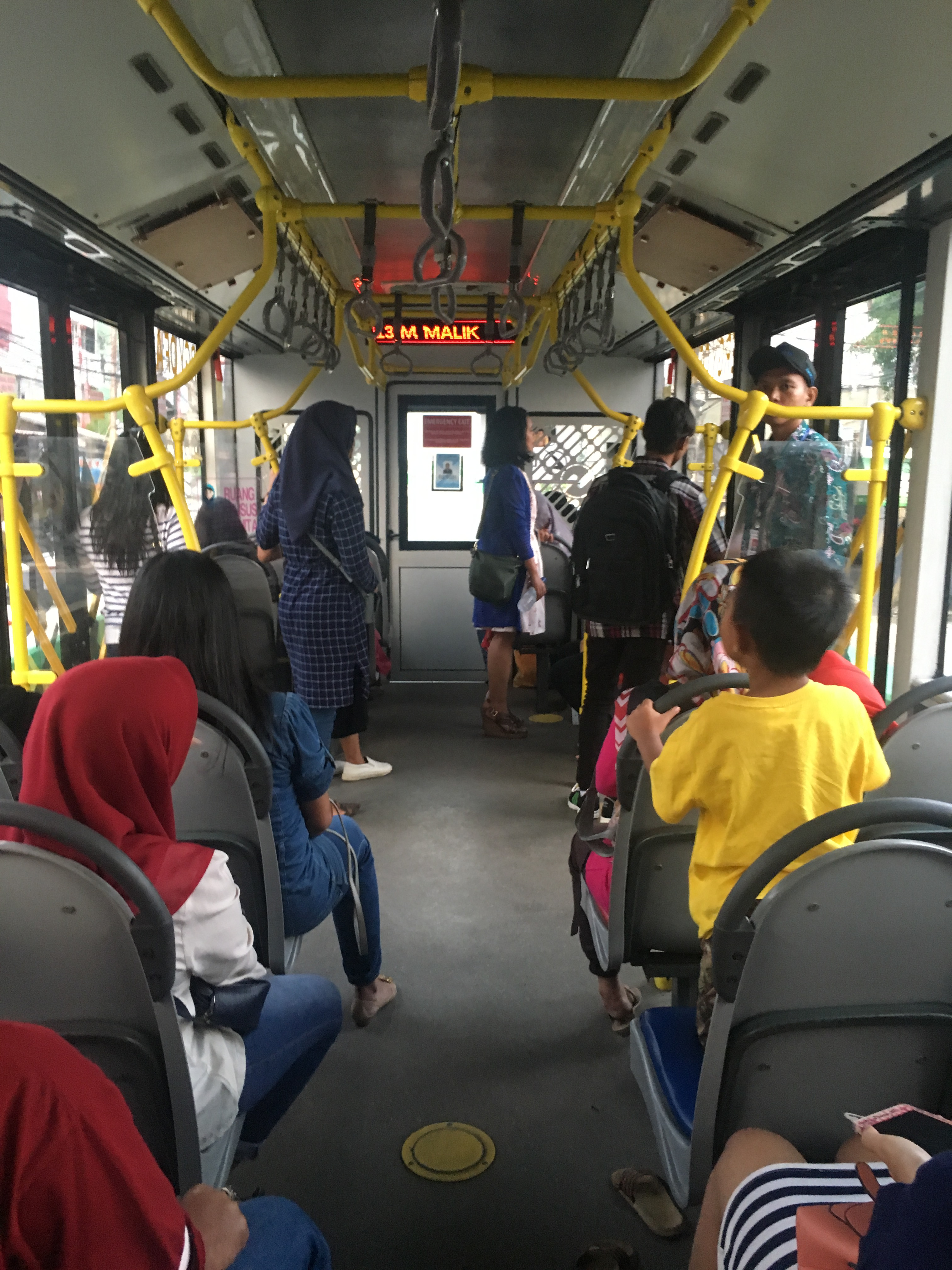
バスウエイの車内

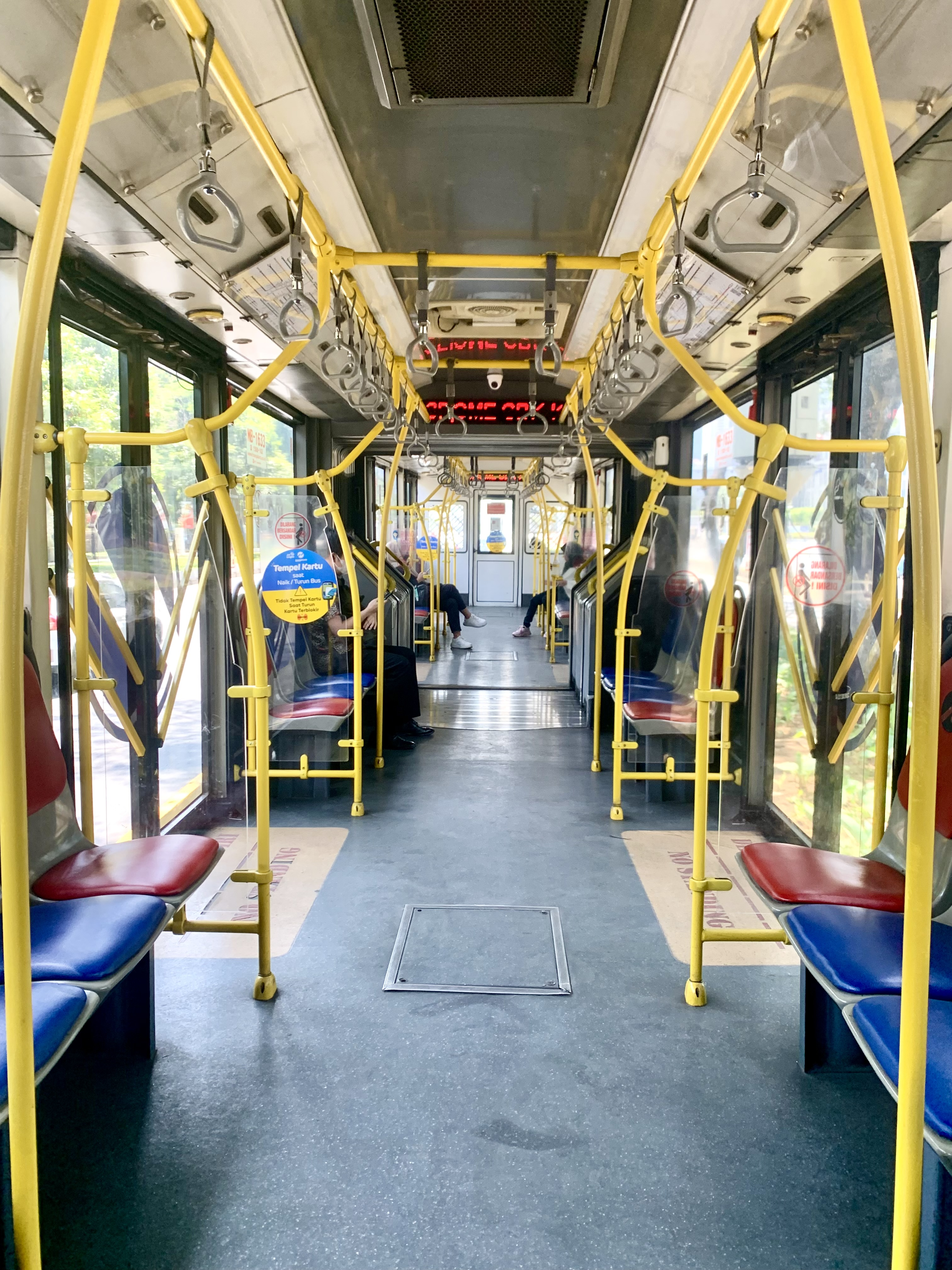
バスウエイの車内（連節バス）

ジャカルタ市内に14路線（コリドアー）がある。

### メインコリドアー

#### コリドアー1
ブロックM・バスターミナル（ジャカルタ南部） - コタ駅（ジャカルタ西部）

#### コリドアー 2
プロ・ガドゥン・バスターミナル（ジャカルタ東部） - ハルモニ（ジャカルタ中部）

#### コリドアー 3
カリデレス ・バスターミナル（ジャカルタ西部） - モナス（ジャカルタ中部）（ベテラン通して）

#### コリドアー 4
プロ・ガドゥン・バスターミナル（ジャカルタ東部） - ガルングン（ジャカルタ南部）

#### コリドアー 5
カンプンメラユ・バスターミナル（ジャカル南部） - アンチョール（ジャカルタ北部）

#### コリドアー 6
ラグナン動物園（ジャカル南部） - ガルングン（ジャカルタ南部）

#### コリドアー 7
カンプン・ランブータン・バスターミナル（ジャカル東部） - カンプン・メラユ（ジャカルタ東部）

#### コリドアー8
レバーブルス・バスターミナル (ジャカルタ南部)  - パサール・バル（ジャカルタ中部）

#### コリドアー9
ピナンランティ・バスターミナル（ジャカルタ東部） - プルイート（ジャカルタ北部）

#### コリドアー10
タンジュン・プリオク（ジャカルタ北部） - PGC（ジャカルタ東部）

#### コリドアー11
プロ・ゲバン・バスターミナル（ジャカルタ東部） - カンプン・メラユ（ジャカルタ東部）

#### コリドアー12
プルイート（ジャカルタ北部） - タンジュン・プリオク（ジャカルタ北部）

#### コリドアー13
テガル・マンパン（ジャカルタ南部） - CBD・チレドゥグ（タンゲラン市）

#### コリドアー14
ジャカルタ国際スタジアム（ジャカルタ北部） - スネン（ジャカルタ中部）

### 回廊を渡るルート/エクスプレスルート

#### コリドアー2
- カリデレス・バスターミナル - プロ・ガドゥン・バスターミナル

#### コリドアー3
- カリデレス ・バスターミナル - ゲロラ・ブン・カルノ

- ペシン駅 - コタ

#### コリドアー4
- プロ・ガドゥン・バスターミナル - クニンガン（平日のみ運行する）

#### コリドアー5
- チリリタン - ジュアンダ

#### コリドアー6
- ラグナン動物園 - バライ・コタ（クニンガンを通して）（平日のみ運行する）

- ラグナン動物園 - バライ・コタ（スマンギを通して）

- ラグナン動物園 - ゲロラ・ブン・カルノ（平日のみ運行する）

#### コリドアー7
- カンプン・ランブータン・バスターミナル - ジュアンダ（チェンパカ・プティ通して）（平日のみ運行する）

#### コリドアー9
- チリリタン - カリ・グロゴル

- ピナンランティ・バスターミナル - ブンダラン・スナヤン

- ピナン・ランティ - シンパン・チャワン

#### コリドアー10
- タンジュン・プリオク - カンプン・ランブータン・バスターミナル

- タンジュン・プリオク - ブンダラン・スナヤン

#### コリドアー13
- チレドゥッグプリベター - クニンガン・バラット（エクスプレス）

### 市内のフィーダールート

#### コリドアー1
- 1A バライコタ - パンタイ・インダー・カプク
- 1C ビンタロKODAM - ブロックM・バスターミナル（チレドゥグラヤ通して）
- 1E ポンドックラブ - ブロックM・バスターミナル
- 1K チブブー - ブロックM・バスターミナル（ロイヤルトランス/RoyalTrans）
- 1P スネン - ブンダラン•スナヤン
- 1Q ブロックM・バスターミナル - レンポア

#### コリドアー2
- 2B ハラパンインダー - ASMI
- 2K ハラパンインダー - JGC（ジャカルタガーデンシティー）

#### コリドアー3
- 3D ラワブアヤ - ペンジャリンガン
- 3E セントラランドチュンカレン - プリクンバンガン

#### コリドアー4
- 4A TUガス - グロゴル2
- 4C TUガス - クニンガンティムール（平日のみ運行する）
- 4F プロ・ガドゥン・バスターミナル - ポンドックグデ

#### コリドアー5
- 5A カンプン・メラユ - グロゴル1

#### コリドアー6
- 6H スネン - レバーブルス（チキニラヤ通して）
- 6N ラグナン動物園 - ブロックM・バスターミナル（クマングラヤ通して）

#### コリドアー7
- 7A カンプン・ランブータン・バスターミナル - レバーブルス・バスターミナル
- 7B カンプン・ランブータン・バスターミナル - ブロックM・バスターミナル（チキニラヤ通して）
- 7C チブブージャンクション - BKN

#### コリドアー8
- 8D ブロックM・バスターミナル - ジョグロ
- 8E ブロックM・バスターミナル - ジャミ・ビンタロジャヤセクトー1・モスク

#### コリドアー9
- 9D パサーミング・バスターミナル - タナアバン
- 9E グロゴル2 - パサークバヨラン・ラマ（パルメラ通して）
- 9H チペダック - ブロックM・バスターミナル （パサーミングラヤ通して）

#### コリドアー10
- 10C タンジュン・プリオク - タンジュン・プリオクポート

#### コリドアー11
- 11A プロ・ゲバン・バスターミナル - ラユル（ラワマングン通して）
- 11D プロ・ゲバン・バスターミナル - プロ・ガドゥン・バスターミナル（ペンギリンガン通して）
- 11Q プロ・ゲバン・バスターミナル - カンプン・メラユ（ジャカルタ東の運河通り通して）

#### コリドアー12
- 12A コタ - カリアデンポート
- 12B プルイート - スネン

#### スペシャルルート
- W1 スンダクラパ港 - コタ

### 駅のフィーダールート

#### コリドアー1
- 1B パルメラ駅 - トサリ
- 1F パルメラ駅 - ブンダラン・スナヤン

#### コリドアー4
- 4B マンガライ駅 - インドネシア大学（サーミングラヤ通して）

#### コリドアー5
- 5B テベト駅 - ビダラチナ

#### コリドアー6
- 6C テベト駅 - クニンガンティムール - カレッ
- 6D テベト駅 - サトリオ - カレッ
- 6E テベト駅 - メガクニンガン - カレッ
- 6F マンガライ駅 - ラグナン動物園
- 6M マンガライ駅 - ブロックM・バスターミナル
- 6N BNI City駅 - クニンガン

#### コリドアー7
- 7D チャワン駅 - タマンミニ・インドネシアインダー

#### コリドアー8
- 8C タナアバン駅 - クバヨラン・ラマ
- 8F BNI City駅 - クバヨラン・ラマ